# Iglesia de San Francisco Javier (Cáceres)
La iglesia de San Francisco Javier, conocida también como iglesia de la Preciosa Sangre, es un templo cacereño de la ciudad monumental. Iglesia jesuita de estilo barroco construida en el siglo XVIII, se levantó, junto al convento anejo, con la fortuna de un jesuita de la familia Figueroa, por ser este el último eslabón de un mayorazgo que se extinguía. Las obras comenzaron en 1698 y concluyeron en 1755.

## Descripción
Pedro Sánchez Lobato fue el arquitecto encargado de dirigir las obras. La iglesia fue construida con planta de cruz latina, con capillas laterales comunicadas con atajos y crucero cerrado por una cúpula con linterna. El fuerte desnivel que presenta la plaza sirve para que el conjunto parezca mucho más monumental, destacando las dos torres de la fachada, cuadradas de mampostería y sillería, rematadas por sendos chapiteles piramidales. Entre ambas torres, un arco de medio punto custodiado por dobles columnas sirve de puerta. Encima de él, una hornacina alberga una imagen de san Francisco Javier y el escudo de Castilla y León, rematado todo ello por un frontón partido. Esta fachada principal fue remodelada en 1992.
En el interior destaca el retablo mayor, ocupado por un lienzo del siglo XVIII con imágenes de San Francisco Javier.
Desde 1899 es custodiada por los padres misioneros de la Preciosa Sangre, por lo que también se conoce como «iglesia de la Preciosa Sangre». Actualmente no se rinde culto en su interior. En la cripta se encuentra el Centro de Interpretación de la Semana Santa.